# Michael Cardelle
Michael Cardelle (17 settembre 1983) è un attore e produttore cinematografico statunitense.

## Filmografia

### Attore
- Così gira il mondo (As the World Turns), negli episodi 1x12461 (2005), 1x12462 (2005), 1x12464 (2005), 1x12466 (2005) e 1x12501 (2005)
- Jamaica Motel (2006) cortometraggio
- Criminal Minds (Criminal Minds), nell'episodio "I segreti degli altri" (2008)
- House of Usher (2008)
- Cold Case - Delitti irrisolti (Cold Case), nell'episodio "L'ultima corsa" (2009)
- Kamen Rider: Dragon Knight (Kamen Rider: Dragon Knight) (2009-2010) Serie TV
- Magic City Memoirs (2011)
- Open Road (2013) (non accreditato)

### Produttore
- Magic City Memoirs (2011)